# Винахідник і раціоналізатор
«Винахідник і раціоналізатор» (рос. Изобретатель и рационализатор) — щомісячний радянський, потім — російський журнал винахідників і раціоналізаторів.
Журнал публікує творчі вирішення актуальних завдань. Є одним з найстаріших видань. Більшість розробок, про яких пише журнал придатна до безпосереднього використання, є моделі, дослідні зразки, а інші вже пройшли стадію дрібносерійного виробництва. У кожному номері журналу зазвичай публікується понад 100 найрізноманітніших технічних нововведень на рівні винаходів.
Входив до 2006 року в Список наукових журналів ВАК Мінобрнауки Росії.
1959 року в журналі було опубліковано повість «Репетиція оркестру» братів Стругацьких.
У 1997-му році в Україні засновано місцеву редакцию одноіменного журналу, перший номер якого вийшов друком 1998-го року.

## Головний редактор
Бородін В. Т.

## Рубрики
- Захист прав винахідників
- Микроинформация
- Майстерня Н. Єгіна
- Ідеї та рішення
- Технопарк С. Сагакова
- Винайдено
- Власна думка
- ІР і СВІТ
- Із залу суду
- Зворотний зв'язок
- Блокнот технолога
- Виставки. Ярмарки
- Історія техніки
- Реферати. Дайджести. Рецензії
- Парилка
- Приймальня вашого повіреного
- Архів-календар

## Конкурси журналу

### Техніка— колісниця прогресу
Медаль конкурсу, заснована до 50-річчя редсоветом журналу. Щорічно нагороджуються кращі винахідники.

### Журналістська премія ІР
Медаль конкурсу, заснована в 2000 р. Щорічно нагороджуються кращі журналісти, що публікувалися в журналі.

## Нагороди
- 1979 рік — орден Знак пошани за плідну роботу по масовому залученню трудящих в активну технічна творчість.

## Історія
- Виходить з 1929 року. У першому номері — привітання журналу від Альберта Ейнштейна — «Маси, замість одиниць».
- 1938 рік — закриття журналу
- 1956 рік — відновлення діяльності журналу
- 2015 рік — припинення друку паперової версії журналу
- 2019 рік — журнал знову розповсюджується за передплатою

## Діяльність
База (з 1973 року) адрес розробників, авторів новинок надає можливість читачам користуватися банком даних за конкретними публікаціями.
Регулярно публікував останні нормативні документи в області патентного законодавства, охорони прав на інтелектуальну власність, проводив патентні та юридичні консультації.